# Medalhistas olímpicos da luta greco-romana

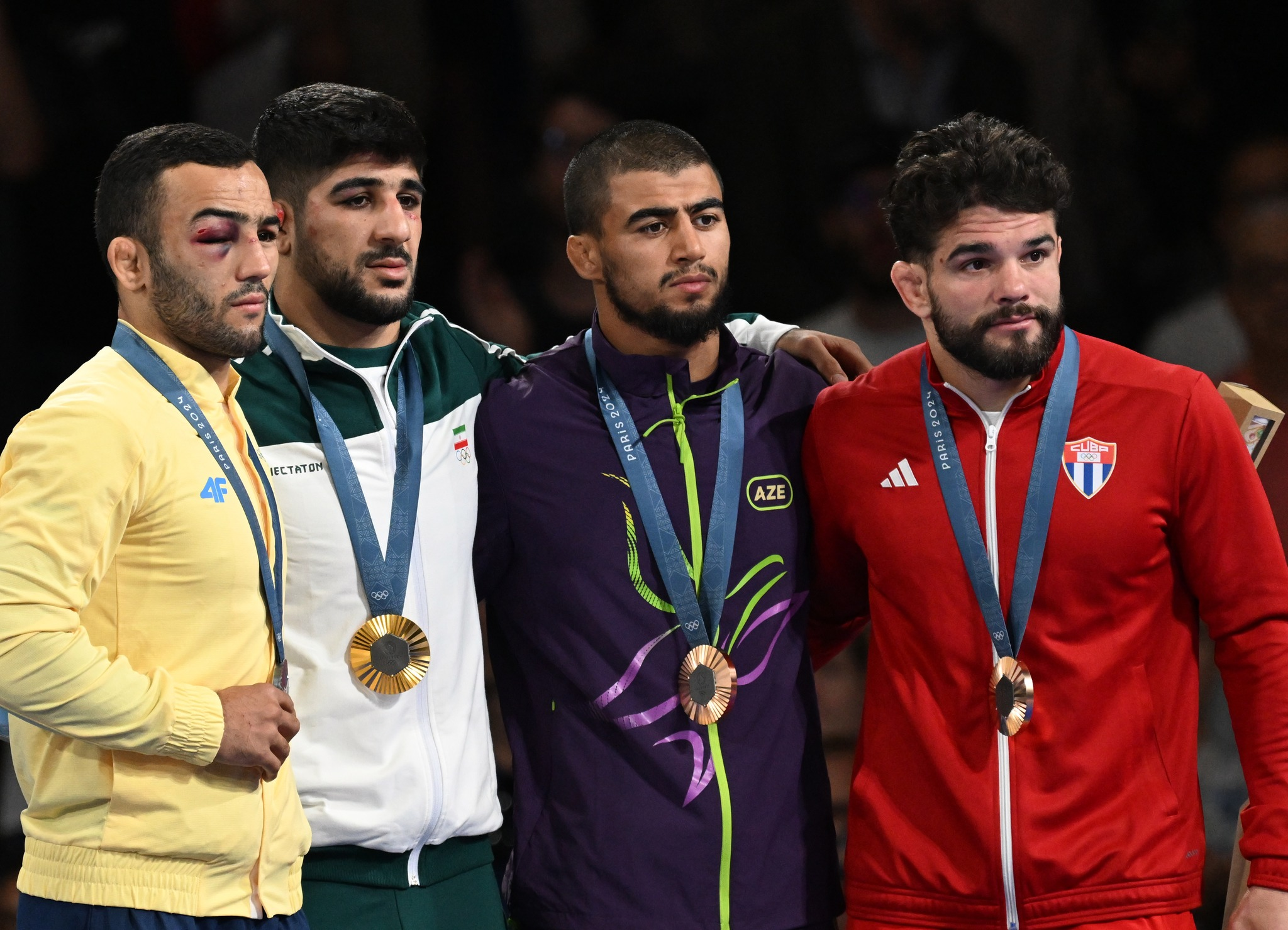
Medalhistas da categoria até 67 kg masculino da luta greco-romana em Paris 2024

A luta greco-romana é uma das duas formas de lutas presentes nos Jogos Olímpicos, sendo a outra a luta livre. Estes são os medalhistas olímpicos da luta greco-romana:

## Programa atual

### Peso galo
- –58 kg (1924–1928, 2000)
- –56 kg (1932–1936)
- –57 kg (1948–1996)
- –55 kg (2004–2012)
- –59 kg (2016)
- –60 kg (2020–)

| Evento                           | Ouro                                       | Prata                                   | Bronze                                                              |
| -------------------------------- | ------------------------------------------ | --------------------------------------- | ------------------------------------------------------------------- |
| Paris 1924 (detalhes)            | Eduard Pütsep EST Estônia                  | Anselm Ahlfors FIN Finlândia            | Väinö Ikonen FIN Finlândia                                          |
| Amsterdã 1928 (detalhes)         | Kurt Leucht GER Alemanha                   | Jindřich Maudr TCH Checoslováquia       | Giovanni Gozzi ITA Itália                                           |
| Los Angeles 1932 (detalhes)      | Jakob Brendel GER Alemanha                 | Marcello Nizzola ITA Itália             | Louis François FRA França                                           |
| Berlim 1936 (detalhes)           | Márton Lőrincz HUN Hungria                 | Egon Svensson SWE Suécia                | Jakob Brendel GER Alemanha                                          |
| Londres 1948 (detalhes)          | Kurt Pettersén SWE Suécia                  | Mahmoud Hassan EGY Egito                | Halil Kaya TUR Turquia                                              |
| Helsinque 1952 (detalhes)        | Imre Hódos HUN Hungria                     | Zakaria Chibab LBN Líbano               | Artem Teryan URS União Soviética                                    |
| Melbourne 1956 (detalhes)        | Konstantin Vyrupayev URS União Soviética   | Edvin Vesterby SWE Suécia               | Francisc Horvath ROU Romênia                                        |
| Roma 1960 (detalhes)             | Oleg Karavayev URS União Soviética         | Ion Cernea ROU Romênia                  | Dinko Petrov BUL Bulgária                                           |
| Tóquio 1964 (detalhes)           | Masamitsu Ichiguchi JPN Japão              | Vladlen Trostyansky URS União Soviética | Ion Cernea ROU Romênia                                              |
| Cidade do México 1968 (detalhes) | János Varga HUN Hungria                    | Ion Baciu ROU Romênia                   | Ivan Kochergin URS União Soviética                                  |
| Munique 1972 (detalhes)          | Rustam Kazakov URS União Soviética         | Hans-Jürgen Veil FRG Alemanha Ocidental | Risto Björlin FIN Finlândia                                         |
| Montreal 1976 (detalhes)         | Pertti Ukkola FIN Finlândia                | Ivan Frgić YUG Iugoslávia               | Farhat Mustafin URS União Soviética                                 |
| Moscou 1980 (detalhes)           | Shamil Serikov URS União Soviética         | Józef Lipień POL Polônia                | Benni Ljungbeck SWE Suécia                                          |
| Los Angeles 1984 (detalhes)      | Pasquale Passarelli FRG Alemanha Ocidental | Masaki Eto JPN Japão                    | Haralambos Holidis GRE Grécia                                       |
| Seul 1988 (detalhes)             | András Sike HUN Hungria                    | Stoyan Balov BUL Bulgária               | Haralambos Holidis GRE Grécia                                       |
| Barcelona 1992 (detalhes)        | An Han-bong KOR Coreia do Sul              | Rifat Yildiz GER Alemanha               | Sheng Zetian CHN China                                              |
| Atlanta 1996 (detalhes)          | Yuriy Melnichenko KAZ Cazaquistão          | Dennis Hall USA Estados Unidos          | Sheng Zetian CHN China                                              |
| Sydney 2000 (detalhes)           | Armen Nazarian BUL Bulgária                | Kim In-sub KOR Coreia do Sul            | Sheng Zetian CHN China                                              |
| Atenas 2004 (detalhes)           | István Majoros HUN Hungria                 | Geidar Mamedaliyev RUS Rússia           | Artiom Kiouregkian GRE Grécia                                       |
| Pequim 2008 (detalhes)           | Nazyr Mankiev RUS Rússia                   | Rovshan Bayramov AZE Azerbaijão         | Park Eun-chul KOR Coreia do SulRoman Amoyan ARM Armênia             |
| Londres 2012 (detalhes)          | Hamid Sourian IRI Irã                      | Rovshan Bayramov AZE Azerbaijão         | Péter Módos HUN HungriaMingiyan Semenov RUS Rússia                  |
| Rio 2016 (detalhes)              | Ismael Borrero CUB Cuba                    | Shinobu Ota JPN Japão                   | Elmurat Tasmuradov UZB UzbequistãoStig André Berge NOR Noruega      |
| Tóquio 2020 (detalhes)           | Luis Orta CUB Cuba                         | Kenichiro Fumita JPN Japão              | Walihan Sailike CHN ChinaSergey Emelin ROC                          |
| Paris 2024 (detalhes)            | Kenichiro Fumita JPN Japão                 | Cao Liguo CHN China                     | Zholaman Sharshenbekov KGZ QuirguistãoRi Se-ung PRK Coreia do Norte |

### Peso leve
- –66,6 kg (1908)
- –67,5 kg (1912–1928)
- –66 kg (1932–1936, 2004–2016)
- –67 kg (1948–1960)
- –70 kg (1964–1968)
- –68 kg (1972–1996)
- –69 kg (2000)
- –67 kg (2020–)

| Evento                           | Ouro                                     | Prata                                | Bronze                                                        |
| -------------------------------- | ---------------------------------------- | ------------------------------------ | ------------------------------------------------------------- |
| Londres 1908 (detalhes)          | Enrico Porro ITA Itália                  | Nikolay Orlov RUS Rússia             | Arvid Lindén FIN Finlândia                                    |
| Estocolmo 1912 (detalhes)        | Emil Väre FIN Finlândia                  | Gustaf Malmström SWE Suécia          | Edvin Mattiasson SWE Suécia                                   |
| Antuérpia 1920 (detalhes)        | Emil Väre FIN Finlândia                  | Taavi Tamminen FIN Finlândia         | Frithjof Andersen NOR Noruega                                 |
| Paris 1924 (detalhes)            | Oskari Friman FIN Finlândia              | Lajos Keresztes HUN Hungria          | Källe Westerlund FIN Finlândia                                |
| Amsterdã 1928 (detalhes)         | Lajos Keresztes HUN Hungria              | Eduard Sperling GER Alemanha         | Edvard Westerlund FIN Finlândia                               |
| Los Angeles 1932 (detalhes)      | Erik Malmberg SWE Suécia                 | Abraham Kurland DEN Dinamarca        | Eduard Sperling GER Alemanha                                  |
| Berlim 1936 (detalhes)           | Lauri Koskela FIN Finlândia              | Jozef Herda TCH Checoslováquia       | Voldemar Väli EST Estônia                                     |
| Londres 1948 (detalhes)          | Gustav Freij SWE Suécia                  | Aage Eriksen NOR Noruega             | Károly Ferencz HUN Hungria                                    |
| Helsinque 1952 (detalhes)        | Shazam Safin URS União Soviética         | Gustav Freij SWE Suécia              | Mikuláš Atanasov TCH Checoslováquia                           |
| Melbourne 1956 (detalhes)        | Kyösti Lehtonen FIN Finlândia            | Rıza Doğan TUR Turquia               | Gyula Tóth HUN Hungria                                        |
| Roma 1960 (detalhes)             | Avtandil Koridze URS União Soviética     | Branislav Martinović YUG Iugoslávia  | Gustav Freij SWE Suécia                                       |
| Tóquio 1964 (detalhes)           | Kazım Ayvaz TUR Turquia                  | Valeriu Bularca ROU Romênia          | David Gvantseladze URS União Soviética                        |
| Cidade do México 1968 (detalhes) | Muneji Munemura JPN Japão                | Stevan Horvat YUG Iugoslávia         | Petros Galaktopoulos GRE Grécia                               |
| Munique 1972 (detalhes)          | Shamil Khisamutdinov URS União Soviética | Stoyan Apostolov BUL Bulgária        | Gian-Matteo Ranzi ITA Itália                                  |
| Montreal 1976 (detalhes)         | Suren Nalbandyan URS União Soviética     | Ștefan Rusu ROU Romênia              | Heinz-Helmut Wehling GDR Alemanha Oriental                    |
| Moscou 1980 (detalhes)           | Ștefan Rusu ROU Romênia                  | Andrzej Supron POL Polônia           | Lars-Erik Skiöld SWE Suécia                                   |
| Los Angeles 1984 (detalhes)      | Vlado Lisjak YUG Iugoslávia              | Tapio Sipilä FIN Finlândia           | James Martinez USA Estados Unidos                             |
| Seul 1988 (detalhes)             | Levon Julfalakyan URS União Soviética    | Kim Sung-moon KOR Coreia do Sul      | Tapio Sipilä FIN Finlândia                                    |
| Barcelona 1992 (detalhes)        | Attila Repka HUN Hungria                 | Islam Dugushiev EUN Equipa Unificada | Rodney Smith USA Estados Unidos                               |
| Atlanta 1996 (detalhes)          | Ryszard Wolny POL Polônia                | Ghani Yalouz FRA França              | Aleksandr Tretyakov RUS Rússia                                |
| Sydney 2000 (detalhes)           | Filiberto Azcuy CUB Cuba                 | Katsuhiko Nagata JPN Japão           | Aleksei Glushkov RUS Rússia                                   |
| Atenas 2004 (detalhes)           | Farid Mansurov AZE Azerbaijão            | Şeref Eroğlu TUR Turquia             | Mkhitar Manukyan KAZ Cazaquistão                              |
| Pequim 2008 (detalhes)           | Steeve Guénot FRA França                 | Kanatbek Begaliev KGZ Quirguistão    | Armen Vardanyan UKR UcrâniaMikhail Siamionau BLR Bielorrússia |
| Londres 2012 (detalhes)          | Kim Hyeon-woo KOR Coreia do Sul          | Tamás Lőrincz HUN Hungria            | Manuchar Tskhadaia GEO GeórgiaSteeve Guénot FRA França        |
| Rio 2016 (detalhes)              | Davor Štefanek SRB Sérvia                | Migran Arutyunyan ARM Armênia        | Shmagi Bolkvadze GEO GeórgiaRasul Chunayev AZE Azerbaijão     |
| Tóquio 2020 (detalhes)           | Mohammad Reza Geraei IRI Irã             | Parviz Nasibov UKR Ucrânia           | Frank Stäbler GER AlemanhaMohamed Ibrahim El-Sayed EGY Egito  |
| Paris 2024 (detalhes)            | Saeid Esmaeili IRI Irã                   | Parviz Nasibov UKR Ucrânia           | Hasrat Jafarov AZE AzerbaijãoLuis Orta CUB Cuba               |

### Peso meio-médio
- –72 kg (1932–1936)
- –73 kg (1948–1960)
- –78 kg (1964–1968)
- –74 kg (1972–1996, 2004–2012)
- –76 kg (2000)
- –75 kg (2016)
- –77 kg (2020–)

| Evento                           | Ouro                                       | Prata                                      | Bronze                                                      |
| -------------------------------- | ------------------------------------------ | ------------------------------------------ | ----------------------------------------------------------- |
| Los Angeles 1932 (detalhes)      | Ivar Johansson SWE Suécia                  | Väinö Kajander FIN Finlândia               | Ercole Gallegati ITA Itália                                 |
| Berlim 1936 (detalhes)           | Rudolf Svedberg SWE Suécia                 | Fritz Schäfer GER Alemanha                 | Eino Virtanen FIN Finlândia                                 |
| Londres 1948 (detalhes)          | Gösta Andersson SWE Suécia                 | Miklós Szilvási HUN Hungria                | Henrik Hansen DEN Dinamarca                                 |
| Helsinque 1952 (detalhes)        | Miklós Szilvási HUN Hungria                | Gösta Andersson SWE Suécia                 | Khalil Taha LBN Líbano                                      |
| Melbourne 1956 (detalhes)        | Mithat Bayrak TUR Turquia                  | Vladimir Maneyev URS União Soviética       | Per Berlin SWE Suécia                                       |
| Roma 1960 (detalhes)             | Mithat Bayrak TUR Turquia                  | Günter Maritschnigg EUA Equipe Alemã Unida | René Schiermeyer FRA França                                 |
| Tóquio 1964 (detalhes)           | Anatoly Kolesov URS União Soviética        | Kiril Petkov BUL Bulgária                  | Bertil Nystrom SWE Suécia                                   |
| Cidade do México 1968 (detalhes) | Rudolf Vesper GDR Alemanha Oriental        | Daniel Robin FRA França                    | Károly Bajkó HUN Hungria                                    |
| Munique 1972 (detalhes)          | Vítězslav Mácha TCH Checoslováquia         | Petros Galaktopoulos GRE Grécia            | Jan Karlsson SWE Suécia                                     |
| Montreal 1976 (detalhes)         | Anatoly Bykov URS União Soviética          | Vítězslav Mácha TCH Checoslováquia         | Karl-Heinz Helbing FRG Alemanha Ocidental                   |
| Moscou 1980 (detalhes)           | Ferenc Kocsis HUN Hungria                  | Anatoly Bykov URS União Soviética          | Mikko Huhtala FIN Finlândia                                 |
| Los Angeles 1984 (detalhes)      | Jouko Salomäki FIN Finlândia               | Roger Tallroth SWE Suécia                  | Ștefan Rusu ROU Romênia                                     |
| Seul 1988 (detalhes)             | Kim Young-nam KOR Coreia do Sul            | Daulet Turlykhanov UKR Ucrânia             | Józef Tracz POL Polônia                                     |
| Barcelona 1992 (detalhes)        | Mnatsakan Iskandaryan EUN Equipa Unificada | Józef Tracz POL Polônia                    | Torbjörn Kornbakk SWE Suécia                                |
| Atlanta 1996 (detalhes)          | Filiberto Azcuy CUB Cuba                   | Marko Asell FIN Finlândia                  | Józef Tracz POL Polônia                                     |
| Sydney 2000 (detalhes)           | Murat Kardanov RUS Rússia                  | Matt Lindland USA Estados Unidos           | Marko Yli-Hannuksela FIN Finlândia                          |
| Atenas 2004 (detalhes)           | Aleksandr Dokturishvili UZB Uzbequistão    | Marko Yli-Hannuksela FIN Finlândia         | Varteres Samurgashev RUS Rússia                             |
| Pequim 2008 (detalhes)           | Manuchar Kvirkelia GEO Geórgia             | Chang Yongxiang CHN China                  | Yavor Yanakiev BUL BulgáriaChristophe Guénot FRA França     |
| Londres 2012 (detalhes)          | Roman Vlasov RUS Rússia                    | Arsen Julfalakyan ARM Armênia              | Aleksandr Kazakevič LTU LituâniaEmin Ahmadov AZE Azerbaijão |
| Rio 2016 (detalhes)              | Roman Vlasov RUS Rússia                    | Mark Madsen DEN Dinamarca                  | Kim Hyeon-woo KOR Coreia do SulSaeid Abdevali IRI Irã       |
| Tóquio 2020 (detalhes)           | Tamás Lőrincz HUN Hungria                  | Akzhol Makhmudov KGZ Quirguistão           | Shohei Yabiku JPN JapãoRafig Huseynov AZE Azerbaijão        |
| Paris 2024 (detalhes)            | Nao Kusaka JPN Japão                       | Demeu Zhadrayev KAZ Cazaquistão            | Malkhas Amoyan ARM ArmêniaAkzhol Makhmudov KGZ Quirguistão  |

### Peso médio
- –73 kg (1908)
- –75 kg (1912–1928)
- –79 kg (1932–1960)
- –87 kg (1964–1968, 2020–)
- –82 kg (1972–1996)
- –84 kg (2004–2012)
- –85 kg (2000, 2016)

| Evento                           | Ouro                                    | Prata                                    | Bronze                                                         |
| -------------------------------- | --------------------------------------- | ---------------------------------------- | -------------------------------------------------------------- |
| Londres 1908 (detalhes)          | Frithiof Mårtensson SWE Suécia          | Mauritz Andersson SWE Suécia             | Anders Andersen DEN Dinamarca                                  |
| Estocolmo 1912 (detalhes)        | Claes Johanson SWE Suécia               | Martin Klein RUS Rússia                  | Alfred Asikainen FIN Finlândia                                 |
| Antuérpia 1920 (detalhes)        | Carl Westergren SWE Suécia              | Arthur Lindfors FIN Finlândia            | Masa Perttilä FIN Finlândia                                    |
| Paris 1924 (detalhes)            | Edvard Westerlund FIN Finlândia         | Arthur Lindfors FIN Finlândia            | Roman Steinberg EST Estônia                                    |
| Amsterdã 1928 (detalhes)         | Väinö Kokkinen FIN Finlândia            | László Papp HUN Hungria                  | Albert Kusnets EST Estônia                                     |
| Los Angeles 1932 (detalhes)      | Väinö Kokkinen FIN Finlândia            | Jean Földeák GER Alemanha                | Axel Cadier SWE Suécia                                         |
| Berlim 1936 (detalhes)           | Ivar Johansson SWE Suécia               | Ludwig Schweickert GER Alemanha          | József Palotás HUN Hungria                                     |
| Londres 1948 (detalhes)          | Axel Grönberg SWE Suécia                | Muhlis Tayfur TUR Turquia                | Ercole Gallegati ITA Itália                                    |
| Helsinque 1952 (detalhes)        | Axel Grönberg SWE Suécia                | Kalervo Rauhala FIN Finlândia            | Nikolay Belov URS União Soviética                              |
| Melborune 1956 (detalhes)        | Givi Kartozia URS União Soviética       | Dimitar Dobrev BUL Bulgária              | Rune Jansson SWE Suécia                                        |
| Roma 1960 (detalhes)             | Dimitar Dobrev BUL Bulgária             | Lothar Metz EUA Equipe Alemã Unida       | Ion Țăranu ROU Romênia                                         |
| Tóquio 1964 (detalhes)           | Branislav Simić YUG Iugoslávia          | Jiří Kormaník TCH Checoslováquia         | Lothar Metz EUA Equipe Alemã Unida                             |
| Cidade do México 1968 (detalhes) | Lothar Metz GDR Alemanha Oriental       | Valentin Oleynik URS União Soviética     | Branislav Simić YUG Iugoslávia                                 |
| Munique 1972 (detalhes)          | Csaba Hegedűs HUN Hungria               | Anatoly Nazarenko URS União Soviética    | Milan Nenadić YUG Iugoslávia                                   |
| Montreal 1976 (detalhes)         | Momir Petković YUG Iugoslávia           | Vladimir Cheboksarov URS União Soviética | Ivan Kolev BUL Bulgária                                        |
| Moscou 1980 (detalhes)           | Gennadi Korban URS União Soviética      | Jan Dołgowicz POL Polônia                | Pavel Pavlov BUL Bulgária                                      |
| Los Angeles 1984 (detalhes)      | Ion Draica ROU Romênia                  | Dimitrios Thanopoulos GRE Grécia         | Sören Claeson SWE Suécia                                       |
| Seul 1988 (detalhes)             | Mikhail Mamiashvili URS União Soviética | Tibor Komáromi HUN Hungria               | Kim Sang-kyu KOR Coreia do Sul                                 |
| Barcelona 1992 (detalhes)        | Péter Farkas HUN Hungria                | Piotr Stępień POL Polônia                | Daulet Turlykhanov EUN Equipa Unificada                        |
| Atlanta 1996 (detalhes)          | Hamza Yerlikaya TUR Turquia             | Thomas Zander GER Alemanha               | Valeriy Tsilent BLR Bielorrússia                               |
| Sydney 2000 (detalhes)           | Hamza Yerlikaya TUR Turquia             | Sándor Bárdosi HUN Hungria               | Mukhran Vakhtangadze GEO Geórgia                               |
| Atenas 2004 (detalhes)           | Alexei Mishin RUS Rússia                | Ara Abrahamian SWE Suécia                | Viachaslau Makaranka BLR Bielorrússia                          |
| Pequim 2008 (detalhes)           | Andrea Minguzzi ITA Itália              | Zoltán Fodor HUN Hungria                 | Nazmi Avluca TUR Turquia                                       |
| Londres 2012 (detalhes)          | Alan Khugayev RUS Rússia                | Karam Gaber EGY Egito                    | Daniyal Gadzhiyev KAZ CazaquistãoDamian Janikowski POL Polônia |
| Rio 2016 (detalhes)              | Davit Chakvetadze RUS Rússia            | Zhan Beleniuk UKR Ucrânia                | Javid Hamzatau BLR BielorrússiaDenis Kudla GER Alemanha        |
| Tóquio 2020 (detalhes)           | Zhan Beleniuk UKR Ucrânia               | Viktor Lőrincz HUN Hungria               | Denis Kudla GER AlemanhaZurab Datunashvili SRB Sérvia          |
| Paris 2024 (detalhes)            | Semen Novikov BUL Bulgária              | Alireza Mohmadi IRI Irã                  | Zhan Beleniuk UKR UcrâniaTurpal Bisultanov DEN Dinamarca       |

### Peso pesado
- +82,5 kg (1912–1928)
- +87 kg (1932–1960)
- +97 kg (1964–1968)
- –100 kg (1972–1996)
- –97 kg (2000, 2020–)
- –96 kg (2004–2012)
- –98 kg (2016)

| Evento                           | Ouro                                  | Prata                                    | Bronze                                                        |
| -------------------------------- | ------------------------------------- | ---------------------------------------- | ------------------------------------------------------------- |
| Estocolmo 1912 (detalhes)        | Yrjö Saarela FIN Finlândia            | Johan Olin FIN Finlândia                 | Søren Marinus Jensen DEN Dinamarca                            |
| Antuérpia 1920 (detalhes)        | Adolf Lindfors FIN Finlândia          | Poul Hansen DEN Dinamarca                | Martti Nieminen FIN Finlândia                                 |
| Paris 1924 (detalhes)            | Henri Deglane FRA França              | Edil Rosenqvist FIN Finlândia            | Rajmund Badó HUN Hungria                                      |
| Amsterdã 1928 (detalhes)         | Rudolf Svensson SWE Suécia            | Hjalmar Nyström FIN Finlândia            | Georg Gehring GER Alemanha                                    |
| Los Angeles 1932 (detalhes)      | Carl Westergren SWE Suécia            | Josef Urban TCH Checoslováquia           | Nikolaus Hirschl AUT Áustria                                  |
| Berlim 1936 (detalhes)           | Kristjan Palusalu EST Estônia         | John Nyman SWE Suécia                    | Kurt Hornfischer GER Alemanha                                 |
| Londres 1948 (detalhes)          | Ahmet Kireççi TUR Turquia             | Tor Nilsson SWE Suécia                   | Guido Fantoni ITA Itália                                      |
| Helsinque 1952 (detalhes)        | Johannes Kotkas URS União Soviética   | Josef Růžička TCH Checoslováquia         | Tauno Kovanen FIN Finlândia                                   |
| Melbourne 1956 (detalhes)        | Anatoly Parfyonov URS União Soviética | Wilfried Dietrich EUA Equipe Alemã Unida | Adelmo Bulgarelli ITA Itália                                  |
| Roma 1960 (detalhes)             | Ivan Bogdan URS União Soviética       | Wilfried Dietrich EUA Equipe Alemã Unida | Bohumil Kubát TCH Checoslováquia                              |
| Tóquio 1964 (detalhes)           | István Kozma HUN Hungria              | Anatoly Roshchin URS União Soviética     | Wilfried Dietrich EUA Equipe Alemã Unida                      |
| Cidade do México 1968 (detalhes) | István Kozma HUN Hungria              | Anatoly Roshchin URS União Soviética     | Petr Kment TCH Checoslováquia                                 |
| Munique 1972 (detalhes)          | Nicolae Martinescu ROU Romênia        | Nikolai Yakovenko URS União Soviética    | Ferenc Kiss HUN Hungria                                       |
| Montreal 1976 (detalhes)         | Nikolai Balboshin URS União Soviética | Kamen Goranov BUL Bulgária               | Andrzej Skrzydlewski POL Polônia                              |
| Moscou 1980 (detalhes)           | Georgi Raikov BUL Bulgária            | Roman Bierła POL Polônia                 | Vasile Andrei ROU Romênia                                     |
| Los Angeles 1984 (detalhes)      | Vasile Andrei ROU Romênia             | Greg Gibson USA Estados Unidos           | Jožef Tertei YUG Iugoslávia                                   |
| Seul 1988 (detalhes)             | Andrzej Wroński POL Polônia           | Gerhard Himmel FRG Alemanha Ocidental    | Dennis Koslowski USA Estados Unidos                           |
| Barcelona 1992 (detalhes)        | Héctor Milián CUB Cuba                | Dennis Koslowski USA Estados Unidos      | Sergei Demyashkevich EUN Equipa Unificada                     |
| Atlanta 1996 (detalhes)          | Andrzej Wroński POL Polônia           | Sergey Lishtvan BLR Bielorrússia         | Mikael Ljungberg SWE Suécia                                   |
| Sydney 2000 (detalhes)           | Mikael Ljungberg SWE Suécia           | Davyd Saldadze UKR Ucrânia               | Garrett Lowney USA Estados Unidos                             |
| Atenas 2004 (detalhes)           | Karam Gaber EGY Egito                 | Ramaz Nozadze GEO Geórgia                | Mehmet Özal TUR Turquia                                       |
| Pequim 2008 (detalhes)           | Aslanbek Khushtov RUS Rússia          | Mirko Englich GER Alemanha               | Marek Švec CZE República ChecaAdam Wheeler USA Estados Unidos |
| Londres 2012 (detalhes)          | Ghasem Rezaei IRI Irã                 | Rustam Totrov RUS Rússia                 | Artur Aleksanyan ARM ArmêniaJimmy Lidberg SWE Suécia          |
| Rio 2016 (detalhes)              | Artur Aleksanyan ARM Armênia          | Yasmany Lugo CUB Cuba                    | Cenk İldem TUR TurquiaGhasem Rezaei IRI Irã                   |
| Tóquio 2020 (detalhes)           | Musa Evloev ROC                       | Artur Aleksanyan ARM Armênia             | Tadeusz Michalik POL PolôniaMohammad Hadi Saravi IRI Irã      |
| Paris 2024 (detalhes)            | Mohammad Hadi Saravi IRI Irã          | Artur Aleksanyan ARM Armênia             | Gabriel Rosillo CUB CubaUzur Dzhuzupbekov KGZ Quirguistão     |

### Peso superpesado
- +93 kg (1908)
- +100 kg (1972–1984)
- –120 kg (2004–2012)
- –130 kg (1988–2000, 2016–)

| Evento                      | Ouro                                     | Prata                              | Bronze                                                    |
| --------------------------- | ---------------------------------------- | ---------------------------------- | --------------------------------------------------------- |
| Londres 1908 (detalhes)     | Richárd Weisz HUN Hungria                | Aleksandr Petrov RUS Rússia        | Søren Marinus Jensen DEN Dinamarca                        |
| 1912–1968                   | não incluído no programa olímpico        | não incluído no programa olímpico  | não incluído no programa olímpico                         |
| Munique 1972 (detalhes)     | Anatoly Roshchin URS União Soviética     | Alexander Tomov BUL Bulgária       | Victor Dolipschi ROU Romênia                              |
| Montreal 1976 (detalhes)    | Alexander Kolchinsky URS União Soviética | Alexander Tomov BUL Bulgária       | Roman Codreanu ROU Romênia                                |
| Moscou 1980 (detalhes)      | Alexander Kolchinsky URS União Soviética | Alexander Tomov BUL Bulgária       | Hassan Bechara LBN Líbano                                 |
| Los Angeles 1984 (detalhes) | Jeff Blatnick USA Estados Unidos         | Refik Memišević YUG Iugoslávia     | Victor Dolipschi ROU Romênia                              |
| Seul 1988 (detalhes)        | Alexander Karelin URS União Soviética    | Rangel Gerovski BUL Bulgária       | Tomas Johansson SWE Suécia                                |
| Barcelona 1992 (detalhes)   | Alexander Karelin EUN Equipa Unificada   | Tomas Johansson SWE Suécia         | Ioan Grigoraș ROU Romênia                                 |
| Atlanta 1996 (detalhes)     | Alexander Karelin RUS Rússia             | Matt Ghaffari USA Estados Unidos   | Sergei Mureiko MDA Moldávia                               |
| Sydney 2000 (detalhes)      | Rulon Gardner USA Estados Unidos         | Alexander Karelin RUS Rússia       | Dmitry Debelka BLR Bielorrússia                           |
| Atenas 2004 (detalhes)      | Khasan Baroev RUS Rússia                 | Georgiy Tsurtsumia KAZ Cazaquistão | Rulon Gardner USA Estados Unidos                          |
| Pequim 2008 (detalhes)      | Mijaín López CUB Cuba                    | Mindaugas Mizgaitis LTU Lituânia   | Yannick Szczepaniak FRA FrançaYuri Patrikeyev ARM Armênia |
| Londres 2012 (detalhes)     | Mijaín López CUB Cuba                    | Heiki Nabi EST Estônia             | Rıza Kayaalp TUR TurquiaJohan Eurén SWE Suécia            |
| Rio 2016 (detalhes)         | Mijaín López CUB Cuba                    | Rıza Kayaalp TUR Turquia           | Sabah Shariati AZE AzerbaijãoSergey Semenov RUS Rússia    |
| Tóquio 2020 (detalhes)      | Mijaín López CUB Cuba                    | Iakob Kajaia GEO Geórgia           | Rıza Kayaalp TUR TurquiaSergey Semenov ROC                |
| Paris 2024 (detalhes)       | Mijaín López CUB Cuba                    | Yasmani Acosta CHI Chile           | Amin Mirzazadeh IRI IrãMeng Lingzhe CHN China             |

## Eventos passados

### Peso mosca-ligeiro
- –48 kg (1972–1996)

| Evento                      | Ouro                                      | Prata                                 | Bronze                      |
| --------------------------- | ----------------------------------------- | ------------------------------------- | --------------------------- |
| Munique 1972 (detalhes)     | Gheorghe Berceanu ROU Romênia             | Rahim Aliabadi IRI Irã                | Stefan Angelov BUL Bulgária |
| Montreal 1976 (detalhes)    | Alexei Shumakov URS União Soviética       | Gheorghe Berceanu ROU Romênia         | Stefan Angelov BUL Bulgária |
| Moscou 1980 (detalhes)      | Zhaksylyk Ushkempirov URS União Soviética | Constantin Alexandru ROU Romênia      | Ferenc Seres HUN Hungria    |
| Los Angeles 1984 (detalhes) | Vincenzo Maenza ITA Itália                | Markus Scherer FRG Alemanha Ocidental | Ikuzo Saito JPN Japão       |
| Seul 1988 (detalhes)        | Vincenzo Maenza ITA Itália                | Andrzej Głąb POL Polônia              | Bratan Tzenov BUL Bulgária  |
| Barcelona 1992 (detalhes)   | Oleg Kucherenko EUN Equipa Unificada      | Vincenzo Maenza ITA Itália            | Wilber Sánchez CUB Cuba     |
| Atlanta 1996 (detalhes)     | Sim Kwon-ho KOR Coreia do Sul             | Aleksandr Pavlov BLR Bielorrússia     | Zafar Guliyev RUS Rússia    |

### Peso mosca
- –52 kg (1948–1996)
- –54 kg (2000)

| Evento                           | Ouro                                    | Prata                                      | Bronze                             |
| -------------------------------- | --------------------------------------- | ------------------------------------------ | ---------------------------------- |
| Londres 1948 (detalhes)          | Pietro Lombardi ITA Itália              | Kenan Olcay TUR Turquia                    | Reino Kangasmäki FIN Finlândia     |
| Helsinque 1952 (detalhes)        | Boris Gurevich URS União Soviética      | Ignazio Fabra ITA Itália                   | Leo Honkala FIN Finlândia          |
| Melbourne 1956 (detalhes)        | Nikolai Solovyov URS União Soviética    | Ignazio Fabra ITA Itália                   | Dursun Ali Eğribaş TUR Turquia     |
| Roma 1960 (detalhes)             | Dumitru Pârvulescu ROU Romênia          | Osman Sayed EGY Egito                      | Mohammad Paziraei IRI Irã          |
| Tóquio 1964 (detalhes)           | Tsutomu Hanahara JPN Japão              | Angel Kerezov BUL Bulgária                 | Dumitru Pârvulescu ROU Romênia     |
| Cidade do México 1968 (detalhes) | Petar Kirov BUL Bulgária                | Vladimir Bakulin URS União Soviética       | Miroslav Zeman TCH Checoslováquia  |
| Munique 1972 (detalhes)          | Petar Kirov BUL Bulgária                | Koichiro Hirayama JPN Japão                | Giuseppe Bognanni ITA Itália       |
| Montreal 1976 (detalhes)         | Vitali Konstantinov URS União Soviética | Nicu Gingă ROU Romênia                     | Koichiro Hirayama JPN Japão        |
| Moscou 1980 (detalhes)           | Vakhtang Blagidze URS União Soviética   | Lajos Rácz HUN Hungria                     | Mladen Mladenov ROU Romênia        |
| Los Angeles 1984 (detalhes)      | Atsuji Miyahara JPN Japão               | Daniel Aceves MEX México                   | Bang Dae-du KOR Coreia do Sul      |
| Seul 1988 (detalhes)             | Jon Rønningen NOR Noruega               | Atsuji Miyahara JPN Japão                  | Lee Jae-suk KOR Coreia do Sul      |
| Barcelona 1992 (detalhes)        | Jon Rønningen NOR Noruega               | Alfred Ter-Mkrtychyan EUN Equipa Unificada | Min Kyung-gab KOR Coreia do Sul    |
| Atlanta 1996 (detalhes)          | Armen Nazarian ARM Armênia              | Brandon Paulson USA Estados Unidos         | Andriy Kalashnikov UKR Ucrânia     |
| Sydney 2000 (detalhes)           | Sim Kwon-ho KOR Coreia do Sul           | Lázaro Rivas CUB Cuba                      | Kang Yong-gyun PRK Coreia do Norte |

### Peso pena
- –60 kg (1912–1920, 2004–2012)
- –62 kg (1924–1928, 1972–1996)
- –61 kg (1932–1960)
- –63 kg (1964–1968, 2000)

| Evento                           | Ouro                                   | Prata                                      | Bronze                                                   |
| -------------------------------- | -------------------------------------- | ------------------------------------------ | -------------------------------------------------------- |
| Estocolmo 1912 (detalhes)        | Kaarlo Koskelo FIN Finlândia           | Georg Gerstäcker GER Alemanha              | Otto Lasanen FIN Finlândia                               |
| Antuérpia 1920 (detalhes)        | Oskari Friman FIN Finlândia            | Heikki Kähkönen FIN Finlândia              | Fritiof Svensson SWE Suécia                              |
| Paris 1924 (detalhes)            | Kalle Anttila FIN Finlândia            | Aleksanteri Toivola FIN Finlândia          | Erik Malmberg SWE Suécia                                 |
| Amsterdã 1928 (detalhes)         | Voldemar Väli EST Estônia              | Erik Malmberg SWE Suécia                   | Gerolamo Quaglia ITA Itália                              |
| Los Angeles 1932 (detalhes)      | Giovanni Gozzi ITA Itália              | Wolfgang Ehrl GER Alemanha                 | Lauri Koskela FIN Finlândia                              |
| Berlim 1936 (detalhes)           | Yaşar Erkan TUR Turquia                | Lauri Koskela FIN Finlândia                | Einar Karlsson SWE Suécia                                |
| Londres 1948 (detalhes)          | Mehmet Oktav TUR Turquia               | Olle Anderberg SWE Suécia                  | Ferenc Tóth HUN Hungria                                  |
| Helsinque 1952 (detalhes)        | Yakiv Punkin URS União Soviética       | Imre Polyák HUN Hungria                    | Abdel Al-Rashid EGY Egito                                |
| Melbourne 1956 (detalhes)        | Rauno Mäkinen FIN Finlândia            | Imre Polyák HUN Hungria                    | Roman Dzeneladze URS União Soviética                     |
| Roma 1960 (detalhes)             | Müzahir Sille FIN Finlândia            | Imre Polyák HUN Hungria                    | Konstantin Vyrupayev URS União Soviética                 |
| Tóquio 1964 (detalhes)           | Imre Polyák HUN Hungria                | Roman Rurua URS União Soviética            | Branislav Martinović YUG Iugoslávia                      |
| Cidade do México 1968 (detalhes) | Roman Rurua URS União Soviética        | Hideo Fujimoto JPN Japão                   | Simion Popescu ROU Romênia                               |
| Munique 1972 (detalhes)          | Georgi Markov BUL Bulgária             | Heinz-Helmut Wehling GDR Alemanha Oriental | Kazimierz Lipień POL Polônia                             |
| Montreal 1976 (detalhes)         | Kazimierz Lipień POL Polônia           | Nelson Davydyan URS União Soviética        | László Réczi HUN Hungria                                 |
| Moscou 1980 (detalhes)           | Stelios Mygiakis GRE Grécia            | István Tóth HUN Hungria                    | Boris Kramorenko URS União Soviética                     |
| Los Angeles 1984 (detalhes)      | Kim Weon-kee KOR Coreia do Sul         | Kent-Olle Johansson SWE Suécia             | Hugo Dietsche SUI Suíça                                  |
| Seul 1988 (detalhes)             | Kamandar Madzhidov URS União Soviética | Zhivko Vangelov BUL Bulgária               | An Dae-hyun KOR Coreia do Sul                            |
| Barcelona 1992 (detalhes)        | Mehmet Akif Pirim TUR Turquia          | Sergey Martynov EUN Equipa Unificada       | Juan Marén CUB Cuba                                      |
| Atlanta 1996 (detalhes)          | Włodzimierz Zawadzki POL Polônia       | Juan Marén CUB Cuba                        | Mehmet Akif Pirim TUR Turquia                            |
| Sydney 2000 (detalhes)           | Varteres Samurgashev RUS Rússia        | Juan Marén CUB Cuba                        | Akaki Chachua GEO Geórgia                                |
| Atenas 2004 (detalhes)           | Jung Ji-hyun KOR Coreia do Sul         | Roberto Monzón CUB Cuba                    | Armen Nazarian BUL Bulgária                              |
| Pequim 2008 (detalhes)           | Islam-Beka Albiev RUS Rússia           | Nurbakyt Tengizbayev KAZ Cazaquistão       | Ruslan Tumenbaev KGZ QuirguistãoSheng Jiang CHN China    |
| Londres 2012 (detalhes)          | Omid Norouzi IRI Irã                   | Revaz Lashkhi GEO Geórgia                  | Zaur Kuramagomedov RUS RússiaRyutaro Matsumoto JPN Japão |

### Peso meio-pesado
- –93 kg (1908)
- –82,5 kg (1912–1928)
- –87 kg (1932–1960)
- –97 kg (1964–1968)
- –90 kg (1972–1996)

| Evento                           | Ouro                                   | Prata                                            | Bronze                                |
| -------------------------------- | -------------------------------------- | ------------------------------------------------ | ------------------------------------- |
| Londres 1908 (detalhes)          | Verner Weckman FIN Finlândia           | Yrjö Saarela FIN Finlândia                       | Carl Jensen DEN Dinamarca             |
| Estocolmo 1912 (detalhes)        | Não houve vencedor                     | Anders Ahlgren SWE Suécia Béla Varga HUN Hungria | Ivar Böhling FIN Finlândia            |
| Antuérpia 1920 (detalhes)        | Claes Johanson SWE Suécia              | Edil Rosenqvist FIN Finlândia                    | Johannes Eriksen DEN Dinamarca        |
| Paris 1924 (detalhes)            | Carl Westergren SWE Suécia             | Rudolf Svensson SWE Suécia                       | Onni Pellinen FIN Finlândia           |
| Amsterdã 1928 (detalhes)         | Ibrahim Moustafa EGY Egito             | Adolf Rieger GER Alemanha                        | Onni Pellinen FIN Finlândia           |
| Los Angeles 1932 (detalhes)      | Rudolf Svensson SWE Suécia             | Onni Pellinen FIN Finlândia                      | Mario Gruppioni ITA Itália            |
| Berlim 1936 (detalhes)           | Axel Cadier SWE Suécia                 | Edvīns Bietags LAT Letônia                       | August Neo EST Estônia                |
| Londres 1948 (detalhes)          | Karl-Erik Nilsson SWE Suécia           | Kelpo Gröndahl FIN Finlândia                     | Ibrahim Orabi EGY Egito               |
| Helsinque 1952 (detalhes)        | Kelpo Gröndahl FIN Finlândia           | Shalva Chikhladze URS União Soviética            | Karl-Erik Nilsson SWE Suécia          |
| Melbourne 1956 (detalhes)        | Valentin Nikolayev URS União Soviética | Petko Sirakov FIN Finlândia                      | Karl-Erik Nilsson SWE Suécia          |
| Roma 1960 (detalhes)             | Tevfik Kış TUR Turquia                 | Krali Bimbalov BUL Bulgária                      | Givi Kartoziya URS União Soviética    |
| Tóquio 1964 (detalhes)           | Boyan Radev BUL Bulgária               | Per Svensson SWE Suécia                          | Heinz Kiehl EUA Equipe Alemã Unida    |
| Cidade do México 1968 (detalhes) | Boyan Radev BUL Bulgária               | Nikolai Yakovenko URS União Soviética            | Nicolae Martinescu ROU Romênia        |
| Munique 1972 (detalhes)          | Valeri Rezantsev URS União Soviética   | Josip Čorak YUG Iugoslávia                       | Czesław Kwieciński POL Polônia        |
| Montreal 1976 (detalhes)         | Valeri Rezantsev URS União Soviética   | Stoyan Ivanov BUL Bulgária                       | Czesław Kwieciński POL Polônia        |
| Moscou 1980 (detalhes)           | Norbert Növényi HUN Hungria            | Igor Kanygin URS União Soviética                 | Petre Dicu ROU Romênia                |
| Los Angeles 1984 (detalhes)      | Steve Fraser USA Estados Unidos        | Ilie Matei ROU Romênia                           | Frank Andersson SWE Suécia            |
| Seul 1988 (detalhes)             | Atanas Komchev BUL Bulgária            | Harri Koskela FIN Finlândia                      | Vladimir Popov URS União Soviética    |
| Barcelona 1992 (detalhes)        | Maik Bullmann GER Alemanha             | Hakkı Başar TUR Turquia                          | Gogi Koguashvili EUN Equipa Unificada |
| Atlanta 1996 (detalhes)          | Vyacheslav Oliynyk UKR Ucrânia         | Jacek Fafiński POL Polônia                       | Maik Bullmann GER Alemanha            |

### Aberto
| Evento                 | Ouro                        | Prata                      | Bronze                             |
| ---------------------- | --------------------------- | -------------------------- | ---------------------------------- |
| Atenas 1896 (detalhes) | Carl Schuhmann GER Alemanha | Georgios Tsitas GRE Grécia | Stephanos Christopoulos GRE Grécia |